# WONDA×AKB48 ショートストーリー「フォーチュンクッキー」
『WONDA×AKB48 ショートストーリー「フォーチュンクッキー」』（ワンダ×エーケービーフォーティエイト ショートストーリー フォーチュンクッキー）は、2013年7月8日未明（7日深夜）にフジテレビで放送された単発スペシャルドラマ。アサヒ飲料の一社提供。

## 概要
アサヒ飲料が販売している缶コーヒーブランド「WONDA」のCMキャラクター・AKB48が主演を務める6本立てのオムニバスドラマ。AKB48のメンバー6人がそれぞれ異なるOL役で登場する。
| 話数  | タイトル              | あらすじ | キャスト |
| ----- | --------------------- | --- | --- |
| 第1話 | コジハラ              | 児島なぎさは常識を超えた行動で周囲を困惑させるいわゆる天然OL。 それゆえ仕事でもミスをしてしまうがなぜか許されてしまう。それには理由があった。 | - 児島なぎさ：小嶋陽菜（AKB48） - 山城主任：柄本佑 - 他の社員：池田鉄洋、裴ジョンミョン - 木下部長：大和田伸也 |
| 第2話 | おかずスティール      | 田辺美香が定食屋で唐揚げ定食を食べようとすると、携帯に会社の上司・相川部長から電話がかかってきたため離席する。しかし、席に戻ると、6個あったはずの唐揚げが5個に減っていた。美香は、周りにいる三人の男のうちのいずれかが盗み食いしたのではないかと疑い、犯人探しを始める。                                                        | - 田辺美香：渡辺麻友（AKB48） - 定食屋の客：竹財輝之助、酒井敏也、澤部佑（ハライチ） - 相川部長：大杉漣        |
| 第3話 | 独立                  | 須藤絵里子は晴れて勤める会社から独立して会社を立ち上げることになった。宗形専務は、重役となった今でも、現場時代最後の新人である絵里子を時には厳しくも温かい目で見守っていた。独立祝いとして誘った高級ホテルのバーで、宗形は絵里子が思いもよらないような言葉を発する。                                                            | - 須藤絵里子：篠田麻里子（AKB48） - 宗形専務：伊武雅刀                                                         |
| 第4話 | バースデイ プレゼント | 相田千明が昼休みに訪れた喫茶店に上司である木下部長が偶然入店し、二人は同席することになる。千明は父親の誕生日プレゼントに何を贈ればいいか木下に相談をもちかけるが、そこで意外な事実が判明する。 | - 相田千明：柏木由紀（AKB48） - 木下部長：大和田伸                                                             |
| 第5話 | けんさく先生          | 新谷三智子は志望していた旅行会社への就職を果たしたものの、自らの人生プランに思い悩んでいた。ある時ふと高校時代の教育実習生であった高橋健作のことを思い出し、高橋の近況を知ろうと会社のパソコンでweb検索を行うが似た名前の他人が次々と検索結果に現れる。三智子は健作先生を探し出そうと過去を振り返りながら検索用語を加えていく。 | - 新谷三智子：島崎遥香（AKB48） - 高橋健作：忍成修吾                                                           |
| 第6話 | SNS                   | 森川優香は仕事中にSNSサイトを閲覧したことを井口課長から𠮟られるが、その井口は逆に職場のパソコンでSNSサイトを閲覧していたところを優香に見つかってしまう。井口が閲覧していたのは、離婚以来自由に会うことができなくなった自身の娘のページだった。優香は井口から代理での友達申請を頼まれる。                                        | - 森川優香：大島優子（AKB48） - 山本茜：柴田阿弥（SKE48） - 井口課長：今井雅之                                 |

## 制作
撮影はそれぞれ1話を1日で撮影する方式で行われた。
第1話「コジハラ」で主演を務めた小嶋陽菜は、会社勤めの経験がなく、このような間違いをする者は実際にいるのかなと思ったこともあった一方、自分の性格については人から言われるほど天然ボケではないと「WEBザテレビジョン」に寄せたコメントの中で述べている。また、小嶋はパソコンのブラインドタッチを苦手としており、作中では上手に入力しているように見えるよう、頑張って早くキーを打ち込んだとも明かしている。
第6話「SNS」で主演を務めた大島優子は、自身が演じたキャラクターに親近感がわいたと、「WEBザテレビジョン」に寄せたコメントの中で明らかにしている。

## スタッフ
- プロデュース：黒木彰一、夏野亮、浜野貴敏、永盛健之（ディ・コンプレックス）
- 監督：三木康一郎
- 制作：フジテレビ
- 制作協力：ディ・コンプレックス

### 主題歌
- 「恋するフォーチュンクッキー」AKB48（You, Be Cool! / KING RECORDS）